# نيران أبدية
نيران أبدية (بالإنجليزية: Eternal Flames) هي ظاهرة طبيعية تتمثل في اشتعال نيران مستمرة أو متكررة لمدد طويلة، غالبًا بسبب تسربات دائمة للغاز الطبيعي أو الفحم تحت الأرض.

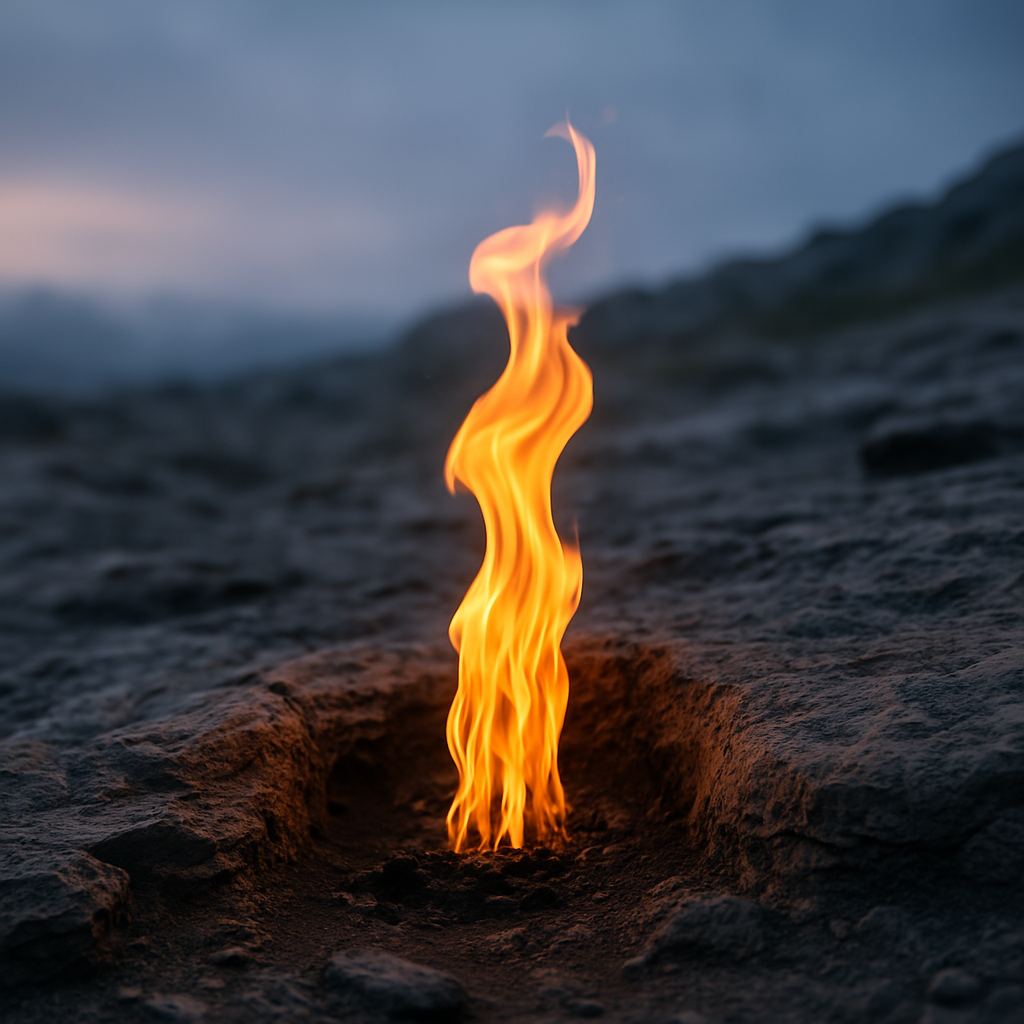
شعلة نار مشتعلة وسط أرض صخرية قاتمة، تمثل ظاهرة النيران الأبدية.

وتُعد هذه الظاهرة من نتائج تفاعل عوامل جيولوجية وكيميائية نادرة، وقد سُجلت في مناطق متعددة حول العالم.

## الوصف
تنشأ النيران الأبدية عندما يتسرب الغاز الطبيعي أو أبخرة الهيدروكربونات من باطن الأرض عبر شقوق في الصخور، ويلتقطها مصدر إشعال مثل البرق أو النشاط البشري. بسبب استمرار تدفق الغاز، تبقى النيران مشتعلة لسنوات أو حتى قرون.

## الأسباب العلمية
تحدث هذه الظاهرة عندما تتوافر الشروط التالية:
- مصدر دائم للهيدروكربونات (غاز طبيعي، أو الفحم).
- شقوق صخرية تسمح بخروج الغاز إلى السطح.
- وجود شرارة أو حرارة كافية للاشتعال.

تنتشر هذه الظواهر في المناطق ذات النشاط التكتوني أو الغنية بالرواسب العضوية العميقة.

## أمثلة مشهورة

### بوابة الجحيم – تركمانستان
حفرة مشتعلة منذ عام 1971 تُعرف باسم باب جهنم، نشأت بسبب انهيار أرضي خلال التنقيب عن الغاز، وتم إشعالها لمنع تسرب الغازات السامة، وما تزال مشتعلة حتى اليوم.

### شعلة تشيتا – الولايات المتحدة
تقع خلف شلال صغير في ولاية نيويورك، حيث تتسرب كميات صغيرة من غاز الميثان مسببة لهبًا دائمًا داخل كهف رطب.

### جبل يشب – العراق
توجد نيران مستمرة على سفوح الجبل منذ قرون، وقد ورد ذكرها في مصادر تاريخية كرمز للرعب والتقديس.

## في الثقافة والدين
ظهرت النيران الأبدية في العديد من الثقافات:
- في الزرادشتية، تُعد النار رمزًا مقدسًا للطهارة والنور.
- لدى الإغريق، استخدمت كنار أولمبية مقدسة لا تُطفأ.
- في بعض الأساطير، تمثل النيران الأبدية تدخلات خارقة أو أرواحًا خالدة.

## المخاطر
بالرغم من طابعها الجمالي، إلا أن هذه النيران قد تُسبب:
- انبعاث غازات سامة مثل أول أكسيد الكربون.
- خطر الانفجار أو التمدد الحراري.
- اشتعال حرائق طبيعية في البيئات الجافة.